# 올림픽 에콰도르 선수단
올림픽 에콰도르 선수단은 에콰도르 대표로 올림픽에 참가하는 선수단이다. 에콰도르는 12번의 하계 올림픽에 참가했다. 2018년 동계 올림픽에서 데뷔했다. 에콰도르는 1996년 올림픽에서 제퍼슨 페레스(Jefferson Pérez)가 남자 20km 경보에서 금메달을 획득하면서 첫 메달을 획득했다. 에콰도르 국가 올림픽 위원회는 1948년에 창설되었고 1959년에 IOC의 승인을 받았다.
에콰도르는 2018년에 동계 올림픽에 처음으로 데뷔했다.

## 종목별 메달 집계
| 경기 | 금 | 은 | 동 | 합계 | 순위 |
| ---- | -- | -- | -- | ---- | ---- |
| 육상 | 1  | 1  | 0  | 2    | 59   |
| 합계 | 1  | 1  | 0  | 2    | 98   |

## 메달리스트 목록
| 메달   | 이름            | 대회            | 종목 | 세부종목       |
| ------ | --------------- | --------------- | ---- | -------------- |
| 금메달 | 헤페르손 페레스 | 1996년 애틀란타 | 육상 | 남자 20km 경보 |
| 은메달 | 헤페르손 페레스 | 2008년 베이징   | 육상 | 남자 20km 경보 |